# Otto Ernst von Gersdorf
Otto Ernst von Gersdorf, auch Otto Ernst von Gersdorff (* 3. Mai 1710 auf Gut Steinbach an der Neisse; † 23. März 1773 auf Gut Zwecka bei Seidenberg) war ein königlich-preußischer Generalmajor und Chef des Altpreußischen Husarenregiments Nr. 8.

## Herkunft
Er wurde in Sachsen geboren. Seine Eltern waren Kaspar Heinrich von Gersdorff (* 14. Mai 1679; † 9. Juli 1736) und dessen Ehefrau Helene Susanne von der Planitz (* 7. November 1685; † 21. Juli 1728).

## Leben
Er kam 1727 in das kursächsische Kadettencorps. 1730 wurde er als Cornet in das Kürassier-Regiment Polenz versetzt. 1733 wurde er Seconde-Lieutenant. Aber 1739 ging er in preußische Dienste und 1741 kam er als Rittmeister in das neuerrichtete Husarenregiment Nr. 6.
1745 wurde er Major und kämpfte bei Striegau und Kesselsdorf. Er durchlief die Offiziersstellen und wurde im Februar 1751 Oberstleutnant im Husarenregiments Nr. 6. So wurde er 1753 in das Husaren-Regiment Nr. 7 (Malachowski) versetzt. Er kämpft 1756 in Jägersdorf und 1757 in Zorndorf. Im November 1758 wurde er Oberst. Im April 1759 übernahm er das Husaren-Regiment Nr. 8 (Seidlitz). Bei Bischofswerda konnte er den kaiserlichen General Wehlau gefangen nehmen. Im November 1759 wurde er dafür vom König zum Generalmajor ernannt. Er konnte sich bei den Scharmützeln in Reppen und Pretsch auszeichnen aber 1759 ging er bei dem Gefecht von Maxen in Gefangenschaft. Nach seiner Entlassung kam er 1763 dafür vor das Kriegsgericht, wurde zu Gefängnis verurteilt und danach entlassen. Er zog sich danach auf das Gut Zwecka bei Seidenberg zurück, wo er starb und in der dortigen Gruft beigesetzt wurde.

## Familie
Er war zweimal verheiratet. Seine erste Frau heiratet er 1749 in Karlshof. Es war die Gräfin Maria Anne Henckel von Donnersmarck (* 26. Juli 1725; † 8. Februar 1760) Tochter von Carl Joseph Erdmann Henckel von Donnersmarck (1688–1760). Sie starb, während er in österreichischer Gefangenschaft war. Das Paar hatte drei Söhne, und eine Tochter, Marianna Albertina Ernestine (* 8. Februar 1756 in Bischofswerder; † 24. Juli 1811 in Tarnowitz), vermählt mit dem Grafen Karl von d’Uclaux de La Valette (1748–1821). Er war preußischer Kammerherr und Großgrundbesitzer. Seine zweite Frau lernte er in der österreichischen Gefangenschaft kennen. Er war Maria Laura von und zu Wetzel († um 1795). Das Paar heiratet 1761 in Innsbruck. Ihr Vater war der Generalmajor und Kommandant der Stadt Prag Friedrich Emmerich Joseph von und zu Wetzel und ihre Mutter die Spanierin Anna Maria Gräfin von Salasar Villa Spesa und Tredos Mora. Aus der Ehe überlebte der spätere sächsische Kammerjunker Friedrich August Ernst Joseph von Gersdorf (* 30. August 1762 in Innsbruck; † um 1804).